# Осада Наксоса (499 до н. э.)
Осада Наксоса — неудачная попытка персидского войска и флота под командованием Мегабата вместе с ионийскими греками во главе с Аристагором захвата в 499 году до н. э. греческого острова Наксоса. Это было первое сражение греко-персидских войн, которое в конечном счёте спровоцирует начало пятидесятилетней войны между греками и персами.
В 500 до н. э. наксосские изгнанники убедили тирана Милета, Аристагора, захватить остров Наксос и возвратить их домой. Аристагор получил помощь от персидского царя Дария I в виде 200 судов и большое количество солдат под командованием Мегабата. Спустя несколько дней после отправления из Милета Аристагор и Мегабат поссорились из-за того, что Мегабат наказал одного из друзей Аристагора, который не поставил стражу на своём корабле.
В течение ночи Мегабат послал гонца в Наксос, чтобы сообщить им о приближении персов. Когда персы и ионийские союзники прибыли, наксосцы уже были готовы к осаде. Наксос успешно оборонялся от персов четыре месяца, и осаждавшие были вынуждены отступить из-за истощения золота и ресурсов.
Результатом стало поражение Артаферна, брата Дария и друга Аристагора — тем более неожиданное, что Аристагор обещал ему и царю лёгкую победу. Персы понесли большие финансовые потери из-за поражения, и Аристагора стали ненавидеть Артаферн и Мегабат. Аристагор, боясь, что из-за провала экспедиции персы у него отнимут Милет, решил призвать греческие города Ионии восстать против персов.

## Источники

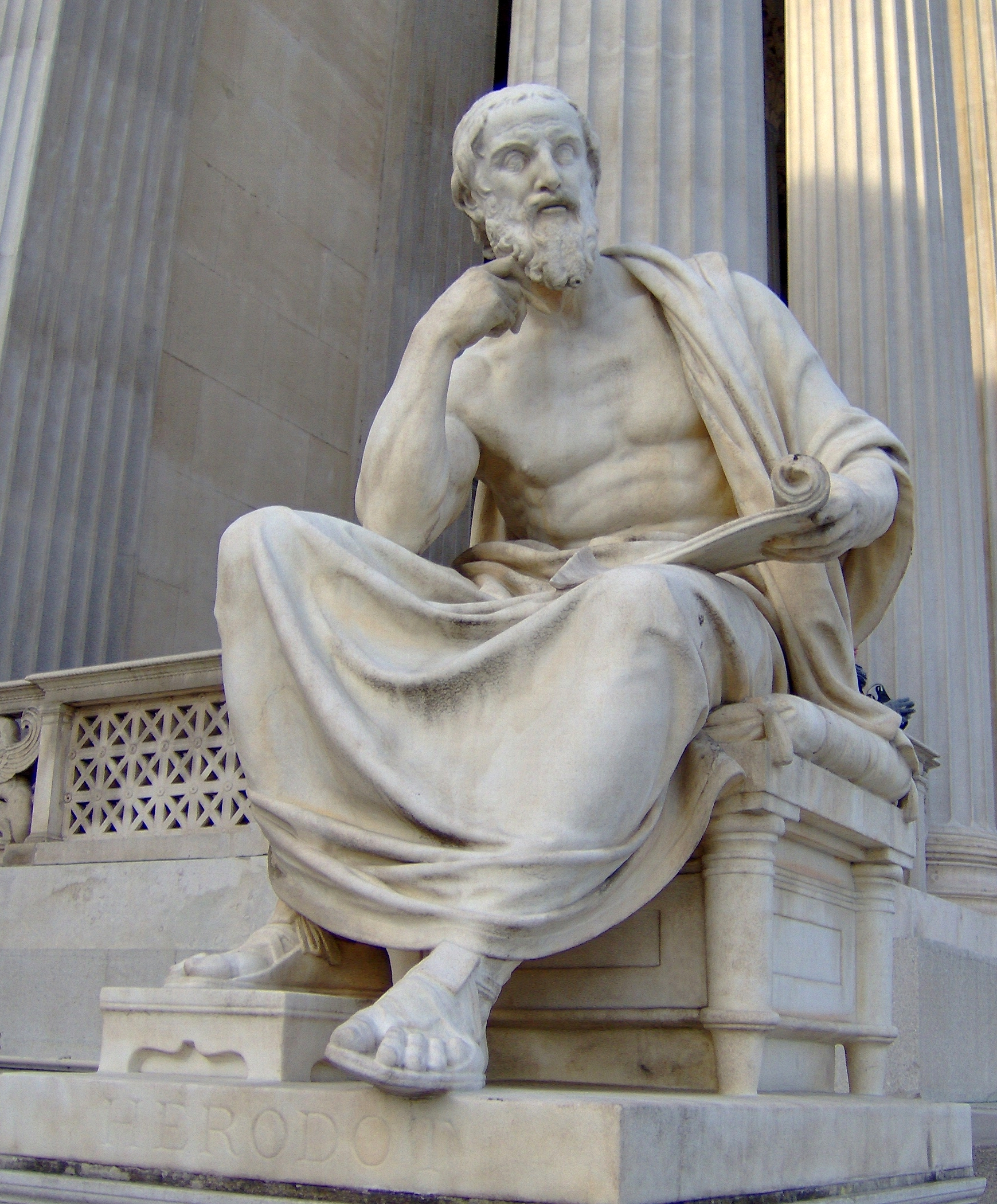
Геродот

## Предыстория
На протяжении Тёмных веков большое количество людей из древнегреческих племён ионийцев, эолийцев и дорийцев переселились на побережье Малой Азии. Ионийцы поселились на побережье Карии и Лидии, а также островах Самос и Хиос, где основали 12 городов. Милет, Миунт, Приена, Эфес, Колофон, Лебед, Теос, Клазомены, Фокея, Эрифры, Самос и Хиос, осознавая свою этническую близость, воздвигли общее святилище Панионий. Таким образом, они основали культурный союз, постановив не допускать в него другие города, в том числе населённые ионянами. Как отмечает Геродот, союз был достаточно слаб, и никто, кроме Смирны, туда не стремился. Во время правления царя Крёза Иония была завоёвана и вошла в состав Лидии. Крёз предоставил грекам управление внутренними делами и требовал лишь признания своей верховной власти и умеренной дани. Ионийцы приобрели ряд выгод, в связи с чем легко смирились с потерей своей независимости.
Правление Крёза завершилось полным завоеванием его царства Киром II Великим, основателем империи Ахеменидов. Во время войны с Крёзом персы отправили ионийцам предложение отложиться от Лидии. Оно было отвергнуто всеми городами, за исключением Милета. После взятия главного города Сарды и пленения Крёза к Киру было отправлено посольство от эллинов, проживавших на побережье Малой Азии. Ионийцы соглашались подчиниться новому властителю на тех же условиях, что и предыдущему. Предложение было отвергнуто, и после непродолжительного сопротивления все города эллинов на западном побережье попали в полное подчинение к персам.
Персы управляли ионийскими городами при посредстве лояльных им тиранов, выходцев из местной аристократии. Тираны оказывались в двойственном положении. С одной стороны, они должны были полностью подчиняться царской власти империи Ахеменидов, а с другой, отстаивать интересы населения своего города.
Через 40 лет после подчинения персам в 513 г. до н. э. милетскому тирану Гистиею удалось оказать важную услугу Дарию во время его неудачного похода в Скифию. За это он получил во владение богатые земли во Фракии. Милетский тиран развернул масштабное строительство на подаренной ему земле, чем обеспокоил персидского военачальника Мегабаза. Как только тот прибыл к Дарию, то согласно Геродоту сказал: «Царь! Что это ты сделал, разрешив этому дошлому и хитрому эллину построить город во Фракии? Там огромные корабельные леса и много [сосны] для вёсел, а также серебряные рудники. В окрестностях обитает много эллинов и варваров, которые, обретя в нём своего вождя, будут день и ночь выполнять его повеления. Не позволяй ему этого делать, иначе тебе грозит война в твоём собственном царстве».
Мегабазу удалось убедить Дария. После этого он вызвал Гистиея к себе. По прибытии милетского тирана царь запретил ему покидать своё окружение, наделив Гистиея почётным титулом «царского сотрапезника и советника»:
Гистией! Послал я за тобою вот почему. Как только я возвратился из Скифии и ты пропал с глаз моих, я вскоре почувствовал, что больше всего жалею о твоём отсутствии и о том, что не могу беседовать с тобой. Я убеждён, что высшее благо на земле — это мудрый и верный друг. То и другое я обрёл в тебе, и моя судьба подтверждает это [...] иди со мной в Сусы и там разделяй со мною как мой сотрапезник и советник, всё, что у меня есть
Тираном Милета был назначен Аристагор — зять и двоюродный брат Гистиея.

## Осада
Во время правления Аристагора на близлежащем греческом острове Наксос произошло восстание. Демос изгнал ряд богатых граждан, которые отправились в Милет с просьбой о помощи. Они пообещали взять на себя расходы на ведение войны. Аристагор преследовал личные цели и предполагал, что, вернув изгнанников на родину, он сможет стать владыкой богатого и выгодно расположенного острова. Хитрый грек отправился в Сарды к персидскому сатрапу и брату Дария Артаферну и убедил его предоставить войско. Персы снарядили 200 военных кораблей. Персидским военачальником был поставлен Мегабат. Подготовка к военной экспедиции на Наксос проводилась тайно. Официально было объявлено, что флот собирается плыть в противоположном Наксосу направлении к Геллеспонту. Однако между двумя военачальниками — Мегабатом и Аристагором — случилась ссора. Аристагор указал, что номинально он руководит походом и персы должны ему беспрекословно подчиняться. Согласно Геродоту, взбешённый Мегабат отправил на Наксос гонца с предупреждением о грозящем острову нападении. Островитяне успели приготовиться к осаде. В результате, истратив большие средства, после 4-месячной осады персы были вынуждены возвратиться домой.

## Последствия
Поражение оказалось крайне неожиданным для персов и Артаферна, поскольку их заверяли, что остров будет легко взят. Они понесли большие финансовые потери, а Аристагор, обещавший покрыть затраты на кампанию, оказался не в состоянии этого сделать. Как следствие, Аристагор утратил благосклонность персов. Тогда же Аристагор получил послание от своего тестя Гистиея, предлагавшего поднять ионийцев на восстание. Аристагору удалось организовать восстание, а также заручиться поддержкой Афин и Эретрии, направивших в поддержку ионийцам двадцать и пять судов соответственно. Восстание длилось пять лет и закончилось разгромом греческого флота при Ладе. Аристагор был убит в сражении во Фракии в 494 до н. э. после побега из Ионии. Наксос был захвачен во время второй осады острова в 490 до н. э.. Это сражение было важно, поскольку оно показало грекам и другим подданным Персидской империи, что персы не так сильны, как им казалось.

### Первоисточники
- Геродот. История

### Исследования
- Курциус Э. Борьба с варварами // История Древней Греции. — Минск: Харвест, 2002. — Т. 2. — С. 107—202. — 3000 экз. — ISBN 985-13-1119-7.
- Сергеев В. С. Глава IX. Греко-персидские войны // История Древней Греции. — М.: АСТ, 2008. — 926 с. — 3000 экз. — ISBN 978-5-17-052484-6.
- Штоль Г. В. Гистией и Аристагор Милетские (Ионийское восстание) // История Древней Греции в биографиях. — Смоленск: Русич, 2003. — 528 с. — 4000 экз. — ISBN 5-8138-0506-0.
- Holland, Tom. Persian Fire. — London: Abacus, 2006. — 448 p. — ISBN 978-0-349-11717-1.